# 南方糙苏
南方糙苏（学名：Phlomis umbrosa var. australis）为唇形科糙苏属下的一个变种。